# Kolpashevo
Kolpashevo (em russo:  Колпа́шево) é uma cidade (desde 1938) no Oblast de Tomsk, Rússia. A população é de 23.209 pessoas (2018). A cidade está situada na margem direita do rio Ob, 270 km a noroeste de Tomsk.

## História
Kolpashevo existe como um vilarejo desde o início do século XVII. Nos séculos XVII-XVIII as rotas das embaixadas russas para a China passavam por Kolpashevo. Em 1878 Kolpashevo se tornou uma vila e em 1938 uma cidade.
De acordo com o serviço de imprensa da administração do Oblast de Tomsk, na área de Kolpashevo, como parte da construção da estrada latitudinal do norte em 2008, já deveria ter começado a construção de uma ponte de 1.910 m sobre o Ob . Até 2019, a construção não havia começado. A crise interveio nos planos do governo.

## Clima
A cidade de Kolpashevo fica no Extremo Norte com clima temperado continental.
- A temperatura média anual do ar é de -0,3 °C.
- A velocidade média anual do vento é de 2,5 m/s. A velocidade média mensal é de 1,9 m/s em julho até 2,9 m/s.

| Clima de Kolpashevo        | Clima de Kolpashevo | Clima de Kolpashevo | Clima de Kolpashevo | Clima de Kolpashevo | Clima de Kolpashevo | Clima de Kolpashevo | Clima de Kolpashevo | Clima de Kolpashevo | Clima de Kolpashevo | Clima de Kolpashevo | Clima de Kolpashevo | Clima de Kolpashevo | Clima de Kolpashevo |
| Indicador                  | Janeiro             | Fevereiro           | Março               | Abril               | Maio                | Junho               | Julho               | Agosto              | Sen                 | Out.                | Nov.                | Dez                 | Anual               |
| Temperatura média, °C      | −20                 | −18,8               | −9,5                | −0,9                | 7,1                 | 15,0                | 18,4                | 14,5                | 8,3                 | −0,6                | −10,5               | −17,5               | −1,2                |
| Norma de precipitação, mm  | 23,7                | 14,7                | 17,8                | 26,2                | 53,9                | 58                  | 67,8                | 70,6                | 50,1                | 46,7                | 35,6                | 30,1                | 495,2               |
| -------------------------- | ------------------- | ------------------- | ------------------- | ------------------- | ------------------- | ------------------- | ------------------- | ------------------- | ------------------- | ------------------- | ------------------- | ------------------- | ------------------- |
| Fonte: Gráficos Climáticos |                     |                     |                     |                     |                     |                     |                     |                     |                     |                     |                     |                     |                     |

## Educação
Em 1 de setembro de 1940, na cidade foi aberto o Instituto Estatal Pedagógico de Kolpashevo. Em 1941, após o início da Grande Guerra Patriótica, o Instituto foi juntado com o evacuado Instituto Pedagógico de Novosibirsk. Mas em 1943 o instituto retornou a Novosibirsk e o Instituto Estatal Pedagógico de Kolpashevo funcionava só até 1956.

## Atrações
- Museu de etnografia regional de Kolpashevo
- Catedral Voznesenskiy
- Citânia Sarovskaya
- Kolpashevsky Yar